# Девід Леслі
Де́від Ле́слі, баро́н Ньюа́рк (англ. David Leslie); бл. 1600 — 1682) — шотландський полководець, ковенантер, активний учасник громадянської війни в Шотландії 1644—1646.

## Молоді роки
Девід Леслі був молодшим сином Патрика Леслі, Коммендатора абатства Ліндорс у Файфі, і леді Джейн, дочки Роберта Стюарта, графа Оркнейського. В молодості, за прикладом багатьох шотландських дворян, він служив у військах Густава II Адольфа, короля Швеції, і брав участь в Тридцятилітній війні. За доблесть, виявлену на полі бою, Девід Леслі отримав звання полковника кавалерії.
Повернувшись на початку 1640-х років в Шотландію, Леслі став на бік ковенантерів і був призначений командиром одного із загонів парламенту Шотландії, спрямованих в січні 1644 року в Англію для боротьби проти роялістів. Під керівництвом графа Лівена Девід Леслі взяв участь в битві при Марстон-Мурв 22 липня 1644 року. Спільні дії кавалерії Леслі і піхоти Олівера Кромвеля забезпечили перемогу парламентської армії.

## Громадянська війна
Тим часом в самій Шотландії роялісти під керівництвом маркіза Монтроз здобували одну перемогу за іншою. 15 серпня 1645 року розгром останньої ковенантської армії в битві при Кілсіті залишив країну беззахисною перед армією Монтроз. Це змусило парламент країни відкликати з Англії частину шотландських військ. Девід Леслі зібрав всю кавалерію, наявну в розпорядженні шотландців, а також мобілізував гарнізонні частини англійських фортець і швидким маршем пішов у Шотландію.
В районі Селкерк він виявив загін Монтроз і під прикриттям ранкового туману 13 вересня 1645 року атакував роялістів у села Філіпхоу. Кількісна перевага військ Леслі і несподіваність нападу зробили свою справу: Монтроз був розбитий і втік. Ця перемога стала вирішальною в громадянській війні в Шотландії. Роялісти були повалені, влада ковенантерів зміцнилася. Як подяку за перемогу при Філіпхоу парламент Шотландії дарував Девіду Леслі 50 000 шотландських марок і золотий ланцюг, а також присвоїв йому звання генерал-лейтенанта.
В 1646 році Девід Леслі займався боротьбою з ірландськими загонами Аласдера Макдональда, що розоряли Кінтайр. Йому вдалося вигнати ірландців і повернути під владу центральної влади західне узбережжя Шотландії.
Наприкінці 1647 року шотландський уряд пішов на зближення з королем Карлом I («Інгейджмент») і спорядив армію для підтримки короля в його боротьбі проти англійських індепендентів. Командувати цією армією було запропоновано Девіду Леслі. Однак генерал, незадоволений поступками роялістам, відмовився. Шотландські війська зрештою очолив герцог Гамільтон, однак у серпні 1648 року вони були розбиті Олівером Кромвелем в битві при Престоні.
Девід Леслі залишився в Шотландії і на початку 1649 року керував придушенням роялістського заколоту клану Макензі. У наступному році генерал очолив урядові війська, спрямовані на боротьбу з Монтроз, знову висадилися в Шотландії. Леслі вдалося розбити роялістів і захопити Монтроз в полон. Пізніше маркіз був повішений в Единбурзі.

## На службі у короля
В 1650 році Карл II прийняв умови ковенантерів і був визнаний королем Шотландії. У відповідь в країну вторглася англійська армія Кромвеля. Девід Леслі, призначений головнокомандувачем шотландськими військами, організував опір інтервентам. Усвідомлюючи військову перевагу англійців, він уникав боїв і успішно обороняв Единбурзький замок. Після того, коли Кромвель в серпня 1650 року був змушений відступити, Леслі пішов за англійцями і в східному Лотіані затиснув у лещата між морем і пагорбами Ламмермур одинадцятитисячну англійську армію. Однак несподівана атака Кромвеля зірвала плани шотландців. 3 вересня 1650 року в битві при Данбарі війська генерала Леслі були повністю розбиті, йому самому з невеликим загоном ледве вдалося втекти від переслідування англійців.
Незабаром, однак, Леслі вдалося зібрати нову армію, яку очолив сам король Карл II. Шотландці вторглися на територію Англії, але 3 вересня 1651 року зазнали поразки в битві при Вустері від військ Кромвеля. Девід Леслі був схоплений англійцями і поміщений в лондонський Тауер.

## Останні роки життя
Після Реставрації Стюартів в 1660 році Девід Леслі отримав свободу і був зведений в титул барона Ньюарка.
У 1682 році генерал помер.
1. 1 2  SNAC — 2010.
2. 1 2  Early Modern Letters Online
3. 1 2 3 4 5  Lundy D. R. The Peerage